# پتر کونینگ
پتر کونینگ (هلندی: Peter Koning؛ زادهٔ ۳ دسامبر ۱۹۹۰) دوچرخه‌سوار اهل هلند است.
از باشگاه‌هایی که در آن رکاب زده‌است می‌توان به تیم دوچرخه‌سواری دراپاک و آکوا بلو اسپورت اشاره کرد.